# Pelonomus simplex
Pelonomus simplex is een keversoort uit de familie ruighaarkevers (Dryopidae). De wetenschappelijke naam van de soort werd in 1889 gepubliceerd door Frederico Guillermo Carlos Berg.